# Province de Shimotsuke
Pour les articles homonymes, voir Shimotsuke.
La province de Shimotsuke (下野国, Shimotsuke-no kuni) est une ancienne province du Japon qui est aujourd'hui la préfecture de Tochigi.
L'ancienne capitale provinciale se situait près de l'actuelle ville de Tochigi. Cependant, la ville la plus importante de la province était située près de la ville moderne d'Utsunomiya.
Pendant l'époque Sengoku, les différentes parties de la province étaient tenues par une multitude de petits daimyos.
Pendant une partie de la période Edo, Takenouchi Yasunori a été gouverneur de la province.